# Arūnas Valinskas (Politiker, 1989)
Arūnas Valinskas  (* 1989 in Vilnius) ist ein litauischer konservativer Politiker, Seimas-Parlamentsmitglied.

## Leben
Nach dem Abitur in der litauischen Hauptstadt Vilnius absolvierte er 2012 das Bachelorstudium (Internationale Beziehungen und Japanische Sprache) an der University of Leeds in West Yorkshire. Von 2013 bis 2017 diente er als Soldat bei den Litauischen Streitkräften.
Von 2019 bis 2020 war er Mitglied im Rat der Stadtgemeinde Vilnius.
Von 2018 bis 2020 war er Gehilfe des Seimas-Mitglieds Mykolas Majauskas.
Bei Parlamentswahl in Litauen 2020 wurde er Seimas-Mitglied in der Liste der TS-LKD.

## Familie
Valinskas ist ledig und hat eine Tochter.
Sein Vater ist Arūnas Valinskas (* 1966), Fernsehproduzent und Moderator, liberaler Politiker, Parlamentspräsident.
Seine Mutter ist  Ingrida Valinskienė (* 1966), Sängerin, Fernsehmoderatorin,  Parlamentsmitglied (2008–2012) zusammen mit dem Ehemann.